# Cushman (Arkansas)
Cushman es una ciudad ubicada en el condado de Independence en el estado estadounidense de Arkansas. En el Censo de 2010 tenía una población de 452 habitantes y una densidad poblacional de 43,63 personas por km².

## Geografía
Cushman se encuentra ubicada en las coordenadas 35°51′55″N 91°46′45″O / 35.86528, -91.77917. Según la Oficina del Censo de los Estados Unidos, Cushman tiene una superficie total de 10.36 km², de la cual 10.36 km² corresponden a tierra firme y (0%) 0 km² es agua.

## Demografía
Según el censo de 2010, había 452 personas residiendo en Cushman. La densidad de población era de 43,63 hab./km². De los 452 habitantes, Cushman estaba compuesto por el 93.81% blancos, el 0% eran afroamericanos, el 0.22% eran amerindios, el 1.11% eran asiáticos, el 0.22% eran isleños del Pacífico, el 2.21% eran de otras razas y el 2.43% pertenecían a dos o más razas. Del total de la población el 3.54% eran hispanos o latinos de cualquier raza.